# ریوجی ایزومی
ریوجی ایزومی (انگلیسی: Ryuji Izumi؛ زادهٔ ۶ نوامبر ۱۹۹۳) بازیکن فوتبال اهل ژاپن است.
از باشگاه‌هایی که در آن بازی کرده‌است می‌توان به باشگاه فوتبال ناگویا گرامپوس اشاره کرد.